# Davoud Nassiri
Pour les articles homonymes, voir Nassiri.
Davoud Nassiri, né le 5 juillet 1921, est un arbitre iranien de football des années 1960. 

## Carrière
Il a officié dans une compétition majeure : 
- Coupe d'Asie des nations de football 1964 (2 matchs)